# Lissochroa argostola
Lissochroa argostola är en fjärilsart som beskrevs av Turner 1923. Lissochroa argostola ingår i släktet Lissochroa och familjen spinnmalar. Inga underarter finns listade i Catalogue of Life.